# Narita Takaki
Narita Takaki (高木 成太 Takaki Narita?, nacido el 5 de abril de 1977 en Nagasaki) es un exfutbolista japonés. Jugaba de centrocampista y su último club fue el MIE Rampole de Japón.

## Trayectoria

### Clubes
| Club           | País  | Año         |
| -------------- | ----- | ----------- |
| Blaze Kumamoto | Japón | 1996 - 1997 |
| Verdy Kawasaki | Japón | 1998        |
| Yokohama FC    | Japón | 1999 - 2003 |
| Tokyo Verdy    | Japón | 2002        |
| FC Horikoshi   | Japón | 2005        |
| FC Gifu        | Japón | 2006        |
| MIE Rampole    | Japón | 2006 - 2007 |